# فولمرسباخ
فولمرسباخ (به آلمانی: Vollmersbach) یک شهر در آلمان است که در بیرکنفلد واقع شده‌است. فولمرسباخ ۵۵۹ نفر جمعیت دارد.